# Una canzone d'amore
Una canzone d'amore è un singolo degli 883 del 1995, il terzo estratto dall'album La donna il sogno & il grande incubo. Il brano è contenuto anche in Gli anni, Love/Life, TuttoMax e Le canzoni alla radio.

## Video musicale
Nel video si vede il cantante nel giorno del suo matrimonio e per tutto il video si vedono i vari momenti della cerimonia. Durante la parte finale però si vede che è solo un sogno di Max che sta aspettando una ragazza (che nel video lui sposava), in ritardo di 40 minuti. Proprio mentre Max sta per andarsene arriva la ragazza che lo chiama. Il video finisce con la faccia della ragazza e la scritta: ...e vissero felici e contenti?
Il video vede la partecipazione dell'attore Stefano Accorsi ed è stato diretto dal regista Stefano Salvati.

## Tracce
Testi e musiche di Max Pezzali e Claudio Cecchetto.
Vinile 7"
1. Una canzone d'amore
2. La radio a 1000 watt

CD Singolo, Musicassetta
1. Una canzone d'amore
2. La radio a 1000 watt
3. Tieni il tempo
4. Una canzone d'amore (strumentale)

CD Singolo (RMX)
1. Una canzone d'amore (Milangeles Remix)
2. Il grande incubo (Bliss Team Remix)
3. La radio a 1000 watt (1000 dub Mix)
4. Una canzone d'amore (Milangeles Edit)

## Formazione
- Max Pezzali - voce
- Jacopo Corso - chitarra solista
- Roberto Priori - chitarra ritmica
- Sandro Verde - pianoforte
- Leandro Misuriello - basso